# Бальнеотерапія

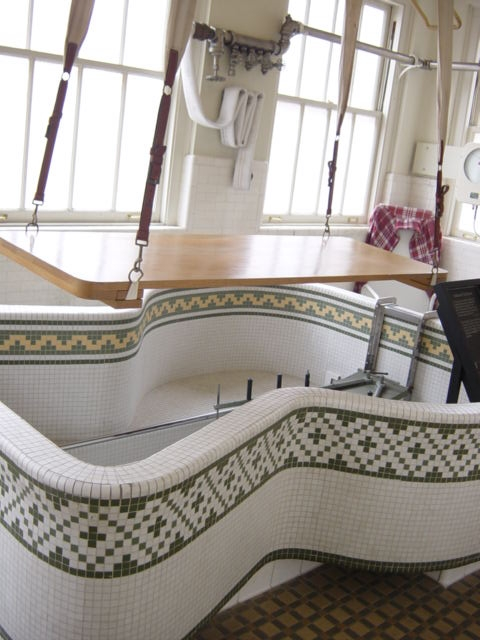
Ванна для бальнеотерапії в Хот Спрінгс, Арканзас, США

Бальнеотерапі́я — розділ водолікування, що вивчає лікувальну й профілактичну дію т. з. мінеральних вод, доцільність та недоцільність їх призначення хворим, а також методи їх застосування. Деякі автори відносять до бальнеотерапії лікувальні грязі та лікування морським купанням.

## Історія
Лікувальні властивості мінеральних вод відомі з давніх часів (Греція, Рим). В Україні також здавна використовувалась вода деяких цілющих озер та джерел. Перший бальнеологічний трактат був написаний львівським вченим-медиком Еразмом Сикстом на початку 17 ст. про якості мінеральних вод с. Шкла Яворівського району Львівської області, а також способи використання, показання та протипоказання до застосування. Для розвитку вітчизняної бальнеотерапії у 19 і 20 ст. характерний неврогенний напрям, створений працями С. П. Боткіна, І. П. Павлова та інших видатних вчених.

## Хімічний склад
На відміну від звичайної прісної води, мінеральні води містять більшу кількість різних солей (натрію, кальцію, магнію, хлору), особливі активні іони (йоду, брому, заліза, миш'яку). Деякі мінеральні води мають підвищену температуру. В складі кожного окремого виду мінеральної води співвідношення вищезазначених речовин досить різноманітні. Лікувальна дія мінеральних вод, одержаних з різних джерел, залежить від особливостей їх хімічного й газового складу та способу застосування. В практиці бальнеотерапії мінеральні води застосовуються зовнішньо (місцеві та загальні ванни, душі, обливання) та для внутрішнього вжитку (пиття, інгаляції, промивання кишки, зрошування). Спосіб застосування мінеральних вод в кожному окремому разі визначається лікарем (залежно від характеру захворювання). При зовнішньому застосуванні мінеральні води діють на численні нервові закінчення та кровоносні судини шкіри, при внутрішньому вжитку — на слизові оболонки. Бальнеотерапія зумовлює поліпшення діяльності нервової та серцево-судинної систем, шлунка, печінки, нирок, викликає перерозподіл мас крові в організмі тощо. Вуглекислими та сірководневими мінеральними водами лікують деякі серцево-судинні й нервові хвороби; радіоактивними — ревматизм, подагру, жіночі хвороби, неврити та ін. Ці мінеральні води застосовуються переважно зовнішньо; сульфатні, гідрокарбонатні та хлоридні мінеральні води використовують для внутрішнього вжитку. Пиття мінеральних вод показане при захворюваннях шлунково-кишкового тракту, хронічних запорах, хворобах печінки, нирок, при розладах обміну речовин (ожиріння, подагра) тощо. Протипоказання до бальнеотерапії — інфекційні та гострі запальні захворювання, ураження злоякісними пухлинами та ін.
Багато цінних джерел мінеральних вод є в Україні: в Миронівці, Хмільнику, Житомирі, Знам'янці (радіоактивні джерела); в Немирові, Великому Любені (сірководневі джерела); в Моршині, Трускавці (глауберові, соляні та солелужні джерела); в Мукачеві, Сваляві (вуглекислі джерела).

## Найвідоміші бальнеологічні санаторії України
Моршин, Трускавець («Алмаз», «Аркада», «Арніка», «Військовий», «Віктор», «Вернигора», «Дніпро-Бескид», «Карпати», «Конвалія», «Кристал», «Кришталевий палац», «Молдова», «Південний», «Перлина Прикарпаття», «Рубін», «Трускавець», «Шале Грааль», «Шахтар», «Янтар»), Синяк, Кваси, Черче, Шкло, В. Любінь, Березівські мінеральні води, Бердянське, Слов'янське, Миргород, «Псьол», Знам'янська обласна бальнеологічна лікарня та ін.[джерело?]